# ジョン・フリーク (第3代準男爵)
第3代準男爵サー・ジョン・レッドモンド・フリーク（英語: Sir John Redmond Freke, 3rd Baronet、1707年5月6日以前 – 1764年4月13日）は、アイルランド王国の政治家。

## 生涯
初代準男爵サー・ラルフ・フリークとエリザベス・ミード（Elizabeth Meade、1750年10月6日没、初代準男爵サー・ジョン・ミードの娘）の息子として生まれた。
1728年4月10日に兄パーシーが死去すると、準男爵位を継承した。1728年から1760年までボルティモア選挙区の代表としてアイルランド庶民院議員を務めた。1761年の選挙ではボルティモア選挙区とコーク・シティ選挙区の両方で当選したが、後者の代表として1764年まで議員を務めた。
1739年9月16日、メアリー・ブロドリック（Mary Brodrick、1722年以降 – 1761年6月20日、シンジョン・ブロドリックの娘）と結婚した。
1750年にコーク市執行吏を、1753年にコーク市長を務めた。
1764年4月13日に死去、後継者がおらず準男爵位は廃絶した。